# 瞋 (佛教)
瞋（藏文：zhe sdang），又作瞋恚、瞋怒、嗔、恚、怒、提鞞沙，佛教術語，指憤怒、厭惡、侵略他人等，是一種心理狀態，含有各種程度的畏懼與厭惡。因為不願意得到不想要的事物，或是得不到想要的事物，但又無法控制，因而產生不愉悅、憤怒、刺激、煩惱與仇恨。瞋會造成錯誤的行為與惡業，被認為是三不善根之一。反義字為無瞋。